# Enrique (kulle)
Enrique är en kulle i Antarktis. Den ligger i Sydshetlandsöarna. Argentina, Chile och Storbritannien gör anspråk på området.
Terrängen runt Enrique är huvudsakligen kuperad, men den allra närmaste omgivningen är varierad. Havet är nära Enrique norrut. Trakten är obefolkad. Det finns inga samhällen i närheten. 